# Dioptasa
La dioptasa és un mineral del grup de la classe dels silicats, un ciclosilicat de fórmula CuSiO₃(H₂O). El seu nom procedeix del grec dia i opto, que signifiquen respectivament a través i visió, per la seva transparència.

## Usos
Mineral de col·lecció, escàs. Ocasionalment, com a gemma, a causa de la seva excessiva exfoliació. I De vegades s'usa tallada com a pedra fina

## Galeria

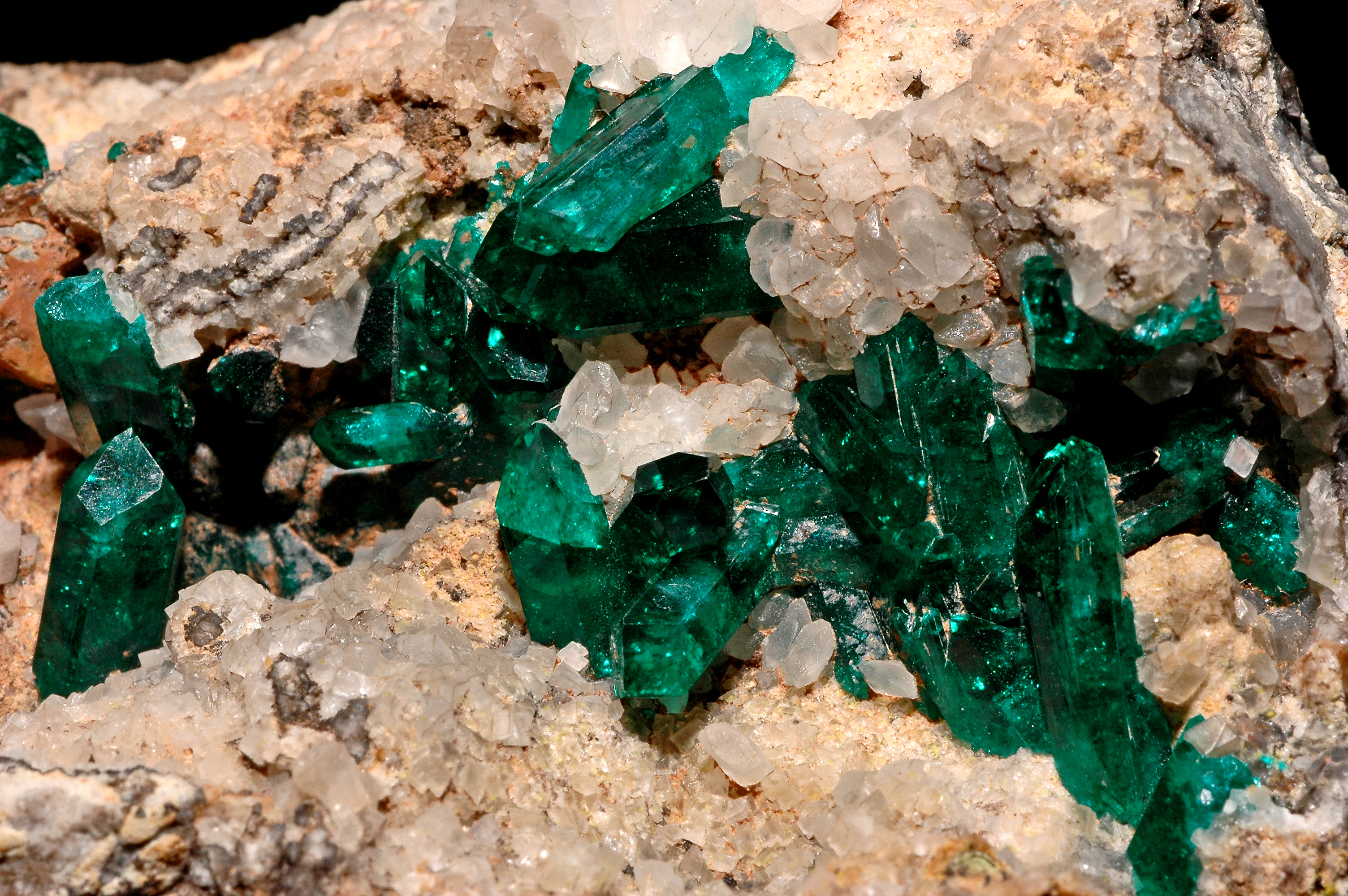
Cristalls de Dioptasa de la República Democràtica del Congo
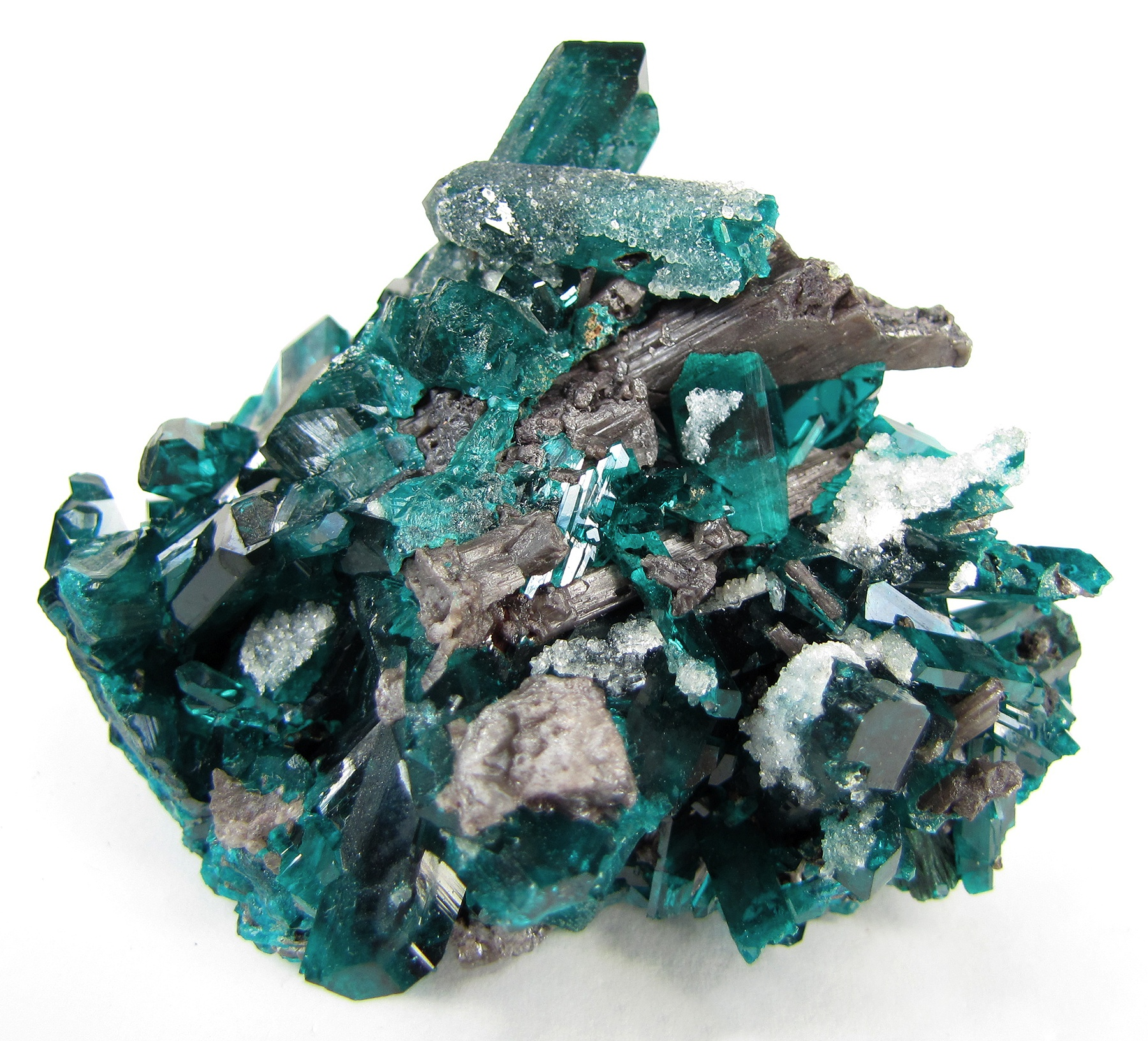
Dioptasa de mina Christoff, Regió de Kunene, Namíbia. 6.9 x 5.7 x 4.8 cm
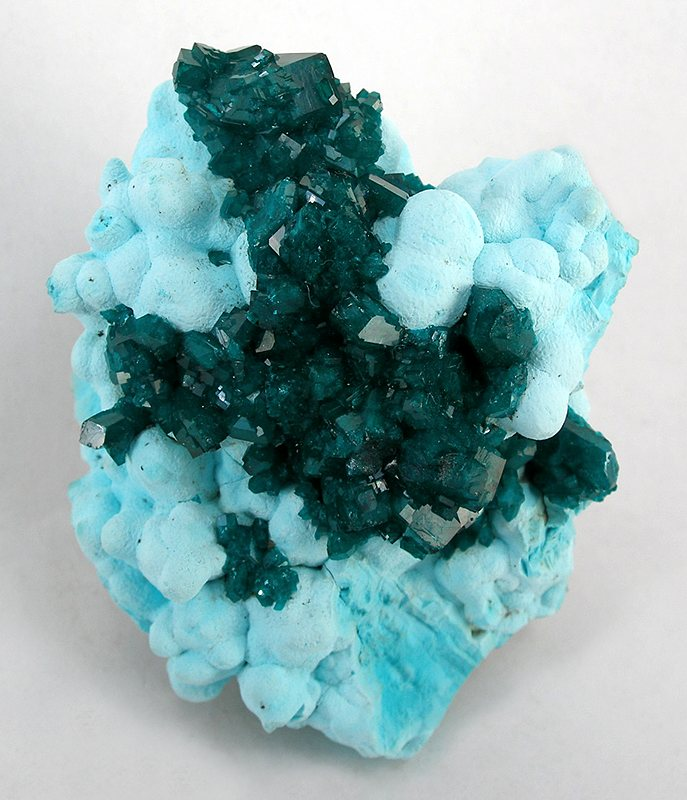
Dioptasa a Crisocol·la, Otjikoto, Regió de Kunene, Namíbia. 6.8 x 5.5 x 4.5 cm
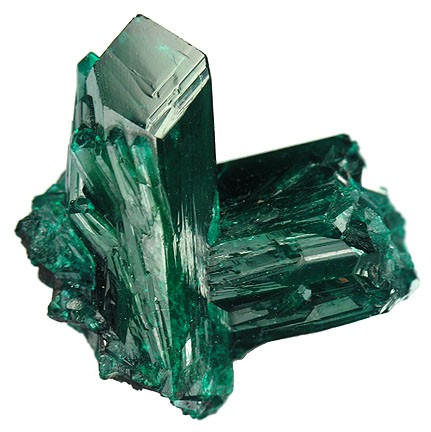
Dioptasa de Kimbedi, departament de Pool, República del Congo (Brazzaville). 2.0 x 1.7 x 1.4 cm
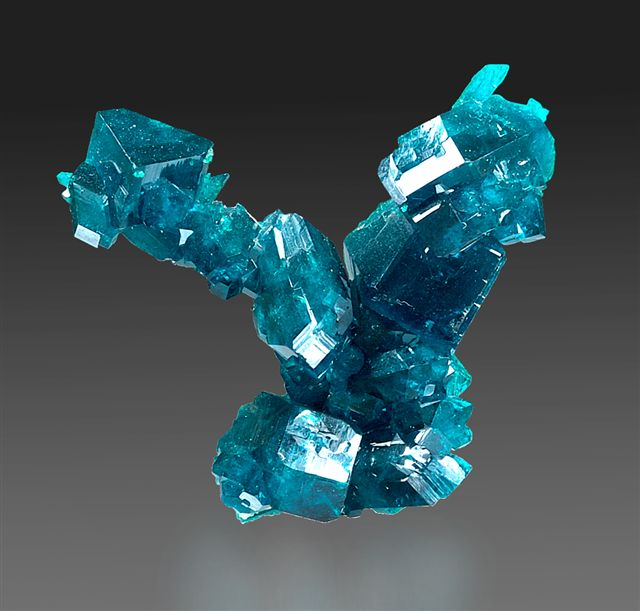
Cristalls de dioptasa de Tsumeb Mine, Tsumeb, Namíbia. 4 x 4 x 1 cm
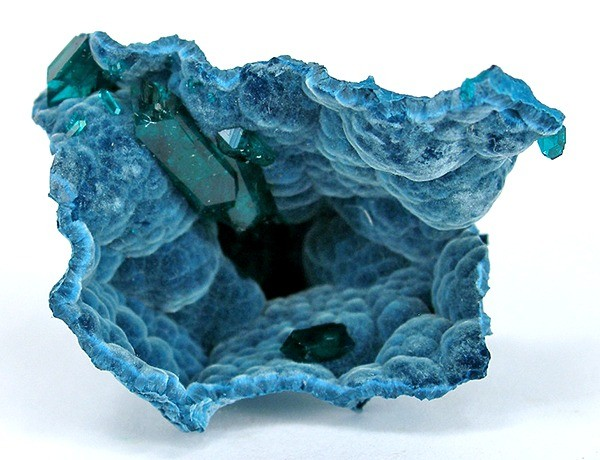
Dioptasa a Shattuckita, Kaokoveld Plateau, Regió de Kunene, Namibia. 2.5 x 2.1 x 2.0 cm